# Promi Big Brother/Staffel 6
Die sechste Staffel der deutschen Reality-Show Promi Big Brother wurde vom 17. bis zum 31. August 2018 auf dem Privatsender Sat.1 ausgestrahlt.
Silvia Wollny wurde vom Publikum im Finale 57,1 % zur Gewinnerin der Staffel gekürt. Chethrin Schulze wurde Zweite und Alphonso Williams erreichte den dritten Platz.

## Überblick
Auch in dieser Staffel wurden einige Veränderungen gegenüber der vorherigen durchgeführt. So wurde der Untertitel „Alles oder Nichts“ wieder entfernt. Zusammen mit Jochen Schropp moderierte erstmals Marlene Lufen die Show und ersetzte damit Jochen Bendel. Dieser moderierte zusammen mit Melissa Khalaj erneut die Begleitfernsehsendung Promi Big Brother – Die Late Night Show auf dem Fernsehsender sixx. Aufgrund der Rückkehr der Begleitfernsehsendung moderierte Aaron Troschke wieder alleine die Webangebote. Des Weiteren wurde erstmals eine Reality-Doku auf promibigbrother.de mit dem Titel Promi Big Brother – Der Tag danach ausgestrahlt. Ebenfalls wurde am Sendeschema der Show eine leichte Veränderung durchgeführt.
Anders als in der fünften Staffel zogen neun Teilnehmer schon zwei Tage früher als die restlichen drei Teilnehmer in das Haus ein. Ähnlich wie in den vorherigen Staffeln gab es eine Bewohnerverteilung in zwei Bereiche. Neben dem luxuriösen Bereich „Villa“ gab es die „Baustelle“, der ärmliche Bereich. Erstmals gab es eine Zuschauer-Box. Jeden Tag bekamen die Bewohner eine Box geliefert, dessen Inhalt die Zuschauer online bestimmten.

## Teilnehmer
Während die ersten neun Teilnehmer am 15. August 2018 und somit zwei Tage vor Ausstrahlung der ersten Folge am 17. August in das Haus eingezogen sind, zogen drei weitere Teilnehmer live während der Einzugsshow ein.
Der erste Teilnehmer verließ erstmals in der Geschichte des Formats vor der TV-Ausstrahlung in der Nacht vom 16. auf den 17. August die Show. Als Ersatz für Karl-Heinz Richard von Sayn-Wittgenstein zog am 18. August Umut Kekilli ein.
Silvia Wollny und Sophia Vegas verließen am 22. August aus medizinischen Gründen vorübergehend die Show. Grund hierfür war ein Hautausschlag, den Silvia Wollny an ihrem Körper hatte, der zunächst für eine Gürtelrose gehalten wurde. Vorsorglich wurde auch die schwangere Sophia Vegas aus der Show geholt und untersucht. Am 23. August kehrten beide zurück, da sich der Verdacht der Gürtelrose nicht bestätigte. Jedoch musste Sophia, erneut aus medizinischen Gründen, am Abend des 23. August das Haus endgültig verlassen.
| 1                     | Silvia Wollny                            | Reality-TV-Darstellerin (u. a. bei Die Wollnys – Eine schrecklich große Familie)                                                                     | 17. August 23. August | 22. August 31. August | 14 (8▲; 6▼)  |
| 2                     | Chethrin Schulze                         | Teilnehmerin bei Curvy Supermodel – Echt. Schön. Kurvig und Love Island                                                                              | 15. August            | 31. August            | 17 (5▲; 12▼) |
| 3                     | Alphonso Williams                        | Soulsänger, Gewinner von Deutschland sucht den Superstar                                                                                             | 15. August            | 31. August            | 17 (4▲; 13▼) |
| 4                     | Daniel Völz                              | Protagonist bei Der Bachelor | 17. August            | 31. August            | 15 (7▲; 8▼)  |
| 5                     | Johannes Haller                          | Teilnehmer bei Die Bachelorette und Bachelor in Paradise                                                                                             | 15. August            | 30. August            | 16 (5▲; 11▼) |
| 6                     | Katja Krasavice                          | Webvideoproduzentin auf YouTube und Sängerin | 15. August            | 29. August            | 15 (8▲; 7▼)  |
| 7                     | Cora Schumacher                          | Ex-Frau von Ralf Schumacher, Rennfahrerin, ehemaliges Erotikmodel                                                                                    | 17. August            | 28. August            | 12 (6▲; 6▼)  |
| 8                     | Umut Kekilli                             | Fußballspieler, Ex-Freund von Natascha Ochsenknecht                                                                                                  | 18. August            | 27. August            | 10 (3▲; 7▼)  |
| 9                     | Nicole Belstler-Boettcher                | Schauspielerin, Tochter von Grit Boettcher | 15. August            | 26. August            | 12 (3▲; 9▼)  |
| 10                    | Mike Shiva                               | Fernsehmoderator, Hellseher | 15. August            | 25. August            | 11 (4▲; 7▼)  |
| 11                    | Pascal Behrenbruch                       | Leichtathletik-Europameister | 15. August            | 24. August            | 10 (4▲; 6▼)  |
| 12                    | Sophia Vegas                             | Erotik-Model, Ex-Ehefrau von Bert Wollersheim, Teilnehmerin bei Wild Girls – Auf High Heels durch Afrika und Ich bin ein Star – Holt mich hier raus! | 15. August 23. August | 22. August 23. August | 8 (1▲; 7▼)   |
| 13                    | Karl-Heinz Richard von Sayn-Wittgenstein | Reality-TV-Darsteller (u. a. bei Secret Millionaire und Goodbye Deutschland! Die Auswanderer)                                                        | 15. August            | 16. August            | 2 (2▼)       |
| Anmerkungen: 1. 2. 3. |                                          | |                       |                       |              |

## Bewohnerverteilung
Neun Teilnehmer zogen zwei Tage vor der Ausstrahlung der Show in den Bereich „Baustelle“ ein. Die restlichen drei Teilnehmer ziehen während der ersten Folge ein. Die Verteilung der Bewohner wird in unregelmäßigen Abständen aufgrund des Ausgangs von Duellen, Zuschauervotings oder willkürlichen Regieanweisungen geändert.
| Datum               | Bewohner „Villa“ | Bewohner „Baustelle“ | Bemerkungen |
| ------------------- | --- | --- | --- |
| 15./16. August 2018 | Sophia, Alphonso, Johannes, Nicole, Karl-Heinz, Chethrin, Pascal, Katja und Mike zogen bereits am 15. August 2018 in den Bereich „Baustelle“ ein | Sophia, Alphonso, Johannes, Nicole, Karl-Heinz, Chethrin, Pascal, Katja und Mike zogen bereits am 15. August 2018 in den Bereich „Baustelle“ ein | |
| 15./16. August 2018 | — | Sophia Alphonso Johannes Nicole Karl-Heinz Chethrin Pascal Katja Mike                                                                            | Karl-Heinz entschied sich in der Nacht vom 16. auf den 17. August dafür, das Haus freiwillig zu verlassen.                                                                                         |
| 17. August 2018     | Silvia, Daniel und Cora zogen während der Einzugshow in den Bereich „Villa“ ein                                                                  | Silvia, Daniel und Cora zogen während der Einzugshow in den Bereich „Villa“ ein                                                                  | |
| 17. August 2018     | Silvia Daniel Cora | Sophia Alphonso Johannes Nicole Chethrin Pascal Katja Mike                                                                                       | |
| 18. August 2018     | Umut zog während der 2. Sendung in den Bereich „Baustelle“ ein                                                                                   | Umut zog während der 2. Sendung in den Bereich „Baustelle“ ein                                                                                   | Ersatz für Karl-Heinz |
| 18. August 2018     | Mike wechselte während der 2. Sendung von der „Baustelle“ in die „Villa“                                                                         | Mike wechselte während der 2. Sendung von der „Baustelle“ in die „Villa“                                                                         | Entscheidung der Bewohner „Villa“ |
| 18. August 2018     | Daniel wechselte während der 2. Sendung von der „Villa“ in die „Baustelle“                                                                       | Daniel wechselte während der 2. Sendung von der „Villa“ in die „Baustelle“                                                                       | Duell-Arena |
| 18. August 2018     | Johannes wechselte während der 2. Sendung von der „Baustelle“ in die „Villa“                                                                     | | Duell-Arena |
| 18. August 2018     | Cora wechselte am Ende der 2. Sendung von der „Villa“ in die „Baustelle“                                                                         | Cora wechselte am Ende der 2. Sendung von der „Villa“ in die „Baustelle“                                                                         | Zuschauerabstimmung |
| 18. August 2018     | Silvia Mike▲ Johannes▲ | Sophia Alphonso Nicole Chethrin Pascal Katja Umut Daniel▼ Cora▼                                                                                  | |
| 19. August 2018     | Johannes wechselte während der 3. Sendung von der „Villa“ in die „Baustelle“                                                                     | Johannes wechselte während der 3. Sendung von der „Villa“ in die „Baustelle“                                                                     | Duell-Arena |
| 19. August 2018     | Alphonso wechselte während der 3. Sendung von der „Baustelle“ in die „Villa“                                                                     | | Duell-Arena |
| 19. August 2018     | Nicole und Chethrin wechselten während der 3. Sendung von der „Baustelle“ in die „Villa“                                                         | Nicole und Chethrin wechselten während der 3. Sendung von der „Baustelle“ in die „Villa“                                                         | Entscheidung der Bewohner „Villa“ |
| 19. August 2018     | Silvia wechselte am Ende der 3. Sendung von der „Villa“ in die „Baustelle“                                                                       | Silvia wechselte am Ende der 3. Sendung von der „Villa“ in die „Baustelle“                                                                       | Zuschauerabstimmung |
| 19. August 2018     | Mike Alphonso▲ Nicole▲ Chethrin▲ | Sophia Pascal Katja Umut Daniel Cora Johannes▼ Silvia▼                                                                                           | |
| 20. August 2018     | Sophia, Pascal, Katja, Umut, Daniel, Cora, Johannes und Silvia wechselten während der 4. Sendung von der „Baustelle“ in die „Villa“              | Sophia, Pascal, Katja, Umut, Daniel, Cora, Johannes und Silvia wechselten während der 4. Sendung von der „Baustelle“ in die „Villa“              | Duell-Arena |
| 20. August 2018     | Mike, Alphonso, Nicole und Chethrin wechselten während der 4. Sendung von der „Villa“ in die „Baustelle“                                         | | Duell-Arena |
| 20. August 2018     | Mike wechselte am Ende der 4. Sendung von der „Baustelle“ in die „Villa“ zurück                                                                  | Mike wechselte am Ende der 4. Sendung von der „Baustelle“ in die „Villa“ zurück                                                                  | Entscheidung der Bewohner „Villa“ |
| 20. August 2018     | Silvia wechselte am Ende der 4. Sendung von der „Villa“ in die „Baustelle“ zurück                                                                | Silvia wechselte am Ende der 4. Sendung von der „Villa“ in die „Baustelle“ zurück                                                                | Zuschauerabstimmung |
| 20. August 2018     | Mike Sophia▲ Pascal▲ Katja▲ Umut▲ Daniel▲ Cora▲ Johannes▲                                                                                        | Silvia Alphonso▼ Nicole▼ Chethrin▼ | |
| 21. August 2018     | Chethrin wechselte am Ende der 5. Sendung von der „Baustelle“ in die „Villa“                                                                     | Chethrin wechselte am Ende der 5. Sendung von der „Baustelle“ in die „Villa“                                                                     | Entscheidung der Bewohner „Villa“ |
| 21. August 2018     | Sophia wechselte am Ende der 5. Sendung von der „Villa“ in die „Baustelle“                                                                       | Sophia wechselte am Ende der 5. Sendung von der „Villa“ in die „Baustelle“                                                                       | Zuschauerabstimmung |
| 21. August 2018     | Mike Pascal Katja Umut Daniel Cora Johannes Chethrin▲                                                                                            | Silvia Alphonso Nicole Sophia▼ | |
| 22. August 2018     | Umut, Mike, Johannes und Cora während der 6. Sendung von der „Villa“ in die „Baustelle“                                                          | Umut, Mike, Johannes und Cora während der 6. Sendung von der „Villa“ in die „Baustelle“                                                          | Duell-Arena |
| 22. August 2018     | Nicole wechselte am Ende der 6. Sendung von der „Baustelle“ in die „Villa“                                                                       | Nicole wechselte am Ende der 6. Sendung von der „Baustelle“ in die „Villa“                                                                       | Entscheidung der Bewohner „Villa“ |
| 22. August 2018     | Nicole wechselte am Ende der 6. Sendung von der „Villa“ in die „Baustelle“ zurück                                                                | Nicole wechselte am Ende der 6. Sendung von der „Villa“ in die „Baustelle“ zurück                                                                | Zuschauerabstimmung |
| 22. August 2018     | Pascal Katja Daniel Chethrin | (Silvia) Alphonso Nicole (Sophia) Umut▼ Mike▼ Johannes▼ Cora▼                                                                                    | Silvia und Sophia verließen am 22. August aus medizinischen Gründen vorübergehend das Haus. |
| 23. August 2018     | Alphonso wechselte am Ende der 7. Sendung von der „Baustelle“ in die „Villa“                                                                     | Alphonso wechselte am Ende der 7. Sendung von der „Baustelle“ in die „Villa“                                                                     | Entscheidung der Bewohner „Villa“ |
| 23. August 2018     | Alphonso wechselte am Ende der 7. Sendung von der „Villa“ in die „Baustelle“ zurück                                                              | Alphonso wechselte am Ende der 7. Sendung von der „Villa“ in die „Baustelle“ zurück                                                              | Zuschauerabstimmung |
| 23. August 2018     | Pascal Katja Daniel Chethrin | Silvia Alphonso Nicole Sophia Umut Mike Johannes Cora                                                                                            | Silvia und Sophia kehrten am 23. August mittags zurück in das Haus. Jedoch verließ Sophia am Abend erneut aus medizinischen Gründen endgültig das Haus.                                            |
| 24. August 2018     | Silvia wechselte während der 8. Sendung von der „Baustelle“ in die „Villa“                                                                       | Silvia wechselte während der 8. Sendung von der „Baustelle“ in die „Villa“                                                                       | Bewohnerabstimmung |
| 24. August 2018     | Johannes, Nicole und Alphonso wechselten während der 8. Sendung von der „Baustelle“ in die „Villa“                                               | Johannes, Nicole und Alphonso wechselten während der 8. Sendung von der „Baustelle“ in die „Villa“                                               | Duell-Arena |
| 24. August 2018     | Chethrin und Daniel wechselten während der 8. Sendung von der „Villa“ in die „Baustelle“                                                         | | Duell-Arena |
| 24. August 2018     | Pascal Katja Silvia▲ Johannes▲ Alphonso▲ Nicole▲                                                                                                 | Umut Mike Cora Daniel▼ Chethrin▼ | Pascal bekam die wenigsten Anrufe und musste somit das Haus verlassen. |
| 25. August 2018     | Katja Silvia Johannes Alphonso Nicole | Umut Mike Cora Daniel Chethrin | Mike bekam die wenigsten Anrufe und musste somit das Haus verlassen. |
| 26. August 2018     | Alphonso, Nicole und Johannes wechselten während der 10. Sendung von der „Villa“ in die „Baustelle“                                              | Alphonso, Nicole und Johannes wechselten während der 10. Sendung von der „Villa“ in die „Baustelle“                                              | Duell-Arena |
| 26. August 2018     | Umut und Cora wechselten während der 10. Sendung von der „Baustelle“ in die „Villa“                                                              | | Duell-Arena |
| 26. August 2018     | Katja Silvia Umut▲ Cora▲ | Daniel Chethrin Johannes▼ Alphonso▼ Nicole▼ | Nicole bekam die wenigsten Anrufe und musste somit das Haus verlassen. |
| 27. August 2018     | Katja Silvia Umut Cora | Daniel Chethrin Johannes Alphonso | Umut bekam die wenigsten Anrufe und musste das Haus verlassen. |
| 28. August 2018     | Katja, Silvia und Cora wechselten zu Beginn der 12. Sendung von der „Villa“ in die „Baustelle“                                                   | Katja, Silvia und Cora wechselten zu Beginn der 12. Sendung von der „Villa“ in die „Baustelle“                                                   | Zusammenführung |
| 28. August 2018     | | Daniel Chethrin Johannes Alphonso Katja▼ Silvia▼ Cora▼                                                                                           | Cora bekam die wenigsten Anrufe und musste das Haus verlassen. |
| 29. August 2018     | | Daniel Chethrin Johannes Alphonso Katja Silvia                                                                                                   | Katja bekam die wenigsten Anrufe und musste das Haus verlassen. |
| 30. August 2018     | Daniel, Chethrin, Johannes, Alphonso und Silvia wechselten während der 14. Sendung von der „Baustelle“ in die „Villa“                            | Daniel, Chethrin, Johannes, Alphonso und Silvia wechselten während der 14. Sendung von der „Baustelle“ in die „Villa“                            | Duell-Arena |
| 30. August 2018     | Daniel▲ Chethrin▲ Johannes▲ Alphonso▲ Silvia▲ | | Johannes bekam die wenigsten Anrufe und musste das Haus verlassen. |
| 31. August 2018     | Daniel Chethrin Alphonso Silvia | | Daniel musste das Haus während des Finales als Erster verlassen. Ihm folgte Alphonso. Chethrin bekam weniger Anrufe als Silvia, die damit als Letzte im Haus blieb und die sechste Staffel gewann. |

## Duelle
Wie bereits im Vorjahr fanden die Live-Duelle wieder in der "Outdoor-Duell-Arena" statt, die jeweils positive und negative Auswirkungen auf einzelne Kandidaten hatten. Die Kandidaten für die Duelle wurden entweder durch die Zuschauer per Televoting, durch die Bewohner selbst oder durch die Regie bestimmt.
| Datum           | Kandidat(en) „Villa“                                                         | Kandidat(en) „Baustelle“                 | Spiel                           | Gewinner                                        | Konsequenz |
| --------------- | ---------------------------------------------------------------------------- | ---------------------------------------- | ------------------------------- | ----------------------------------------------- | --- |
| 17. August 2018 | Cora                                                                         | Katja                                    | „Schwindel-Quiz“                | Cora                                            | Kandidaten behalten ihre Bereiche |
| 18. August 2018 | Daniel                                                                       | Johannes                                 | „Wackel-Mut“                    | Johannes                                        | Kandidaten wechseln ihre Bereiche |
| 19. August 2018 | Johannes                                                                     | Alphonso                                 | „Feuerball“                     | Alphonso                                        | Kandidaten wechseln ihre Bereiche |
| 20. August 2018 | Nicole Chethrin                                                              | Cora Katja                               | „Immer auf dem Teppich bleiben“ | Cora Katja                                      | Alle Bewohner wechseln ihre Bereiche |
| 21. August 2018 | Pascal Umut                                                                  | Chethrin Alphonso                        | „Fahr' mich“                    | Pascal Umut                                     | Kandidaten behalten ihre Bereiche |
| 22. August 2018 | Team Pascal: Pascal Daniel Chethrin Katja Team Umut: Umut Mike Johannes Cora |                                          | „Wasserwerfer“                  | Team Pascal: Pascal Daniel Chethrin Katja       | Umut, Mike, Johannes und Cora ziehen in die Baustelle                                                                                      |
| 23. August 2018 | Pascal Daniel Chethrin Katja                                                 | Umut Johannes Nicole Cora                | „Falling Down“                  | Pascal Daniel Chethrin Katja                    | Kandidaten behalten ihre Bereiche |
| 24. August 2018 | Blau: Pascal                                                                 | Weiß: Umut                               | „Hammerhart“                    | Pascal                                          | Kandidaten behalten ihre Bereiche |
| 24. August 2018 | Team Weiß: Katja Johannes                                                    | Team Blau: Mike Cora                     | „Dicke Lippe“                   | Katja Johannes                                  | Johannes zieht in die Villa, andere Kandidaten behalten ihre Bereiche                                                                      |
| 24. August 2018 | Team Blau: Chethrin Daniel                                                   | Team Weiß: Nicole Alphonso               | „Pusteblume“                    | Nicole Alphonso                                 | Kandidaten wechseln ihre Bereiche |
| 25. August 2018 | Johannes                                                                     | Umut                                     | „Bootcamp“                      | Johannes                                        | Kandidaten behalten ihre Bereiche |
| 26. August 2018 | Alphonso                                                                     | Daniel                                   | „Promi-Zocken“                  | 2 von 4 Runden: Alphonso 2 von 4 Runden: Daniel | Chethrin, Daniel, Silvia und Katja behalten ihre Bereiche, alle anderen Bewohner wechseln ihre Bereiche.                                   |
| 27. August 2018 | Umut Katja                                                                   | Daniel Johannes                          | „Hochstapler“                   | Daniel Johannes                                 | Bewohner der „Baustelle“ erhalten für die Nominierung am selben Tag Nominierungsschutz.                                                    |
| 28. August 2018 |                                                                              | Alphonso Silvia                          | „Rutschpartie“                  | Alphonso                                        | Die Nominierung am selben Tag von Alphonso gilt doppelt.                                                                                   |
| 29. August 2018 |                                                                              | Daniel Chethrin                          | „Hoch' damit“                   | Daniel                                          | Für die Nominierung am selben Tag erhält Daniel übertragbaren Nominierungsschutz und Chethrin steht übertragbar auf der Nominierungsliste. |
| 30. August 2018 |                                                                              | Daniel Johannes Alphonso Silvia Chethrin | „Dinner for fun“                | Daniel Johannes Alphonso Silvia Chethrin        | Alle Bewohner ziehen in die Villa |
| 31. August 2018 | Daniel Chethrin                                                              |                                          | „Himmelsstürmer“                | Daniel                                          | – |
| 31. August 2018 | Alphonso Silvia                                                              |                                          | „Standhaft“                     | Silvia                                          | – |

## Nominierungen
Ab dem 24. August 2018 nominierten in der Regel die Teilnehmer einen anderen Teilnehmer für das Zuschauervoting. Die Nominierungen wurden in allen Runden nur Big Brother mitgeteilt (Nominierung im Sprechzimmer), in Runde 6 auch den anderen Bewohnern (offene Nominierung). Die Zuschauer bestimmten am Ende des Tages, wer von den Meistnominierten das Haus verlassen musste.
|                                                      | Runde 1 24. Aug. 2018               | Runde 2 25. Aug. 2018               | Runde 3 26. Aug. 2018               | Runde 4 27. Aug. 2018               | Runde 5 28. Aug. 2018               | Runde 6 29. Aug. 2018               | Halbfinale 30. Aug. 2018            | Finale 31. Aug. 2018                | Finale 31. Aug. 2018                |
| ---------------------------------------------------- | ----------------------------------- | ----------------------------------- | ----------------------------------- | ----------------------------------- | ----------------------------------- | ----------------------------------- | ----------------------------------- | ----------------------------------- | ----------------------------------- |
| Silvia                                               | Keine Nominierungen                 | Mike                                | Chethrin Nicole                     | Katja                               | Chethrin                            | Katja                               | Johannes                            | Gewinnerin                          | Gewinnerin                          |
| Chethrin                                             | Keine Nominierungen                 | Mike                                | Cora Johannes                       | Cora                                | Cora                                | Silvia                              | Silvia                              | Zweitplatzierte                     | Zweitplatzierte                     |
| Alphonso                                             | Keine Nominierungen                 | Chethrin                            | Chethrin Umut                       | Umut                                | Chethrin                            | Katja                               | Silvia                              | Drittplatzierter                    | Drittplatzierter                    |
| Daniel                                               | Keine Nominierungen                 | Mike                                | Alphonso Silvia                     | Cora                                | Silvia                              | Katja                               | Silvia                              | Viertplatzierter                    | Viertplatzierter                    |
| Johannes                                             | Keine Nominierungen                 | Mike                                | Umut Chethrin                       | Umut                                | Chethrin                            | Silvia                              | Chethrin                            | rausgewählt (30. Aug.)              | rausgewählt (30. Aug.)              |
| Katja                                                | Keine Nominierungen                 | Mike                                | Nicole Alphonso                     | Umut                                | Cora                                | Johannes                            | rausgewählt (29. Aug.)              | rausgewählt (29. Aug.)              | rausgewählt (29. Aug.)              |
| Cora                                                 | Keine Nominierungen                 | Chethrin                            | Chethrin Nicole                     | Katja                               | Chethrin                            | rausgewählt (28. Aug.)              | rausgewählt (28. Aug.)              | rausgewählt (28. Aug.)              | rausgewählt (28. Aug.)              |
| Umut                                                 | Keine Nominierungen                 | Nicole                              | Alphonso Nicole                     | Katja                               | rausgewählt (27. Aug.)              | rausgewählt (27. Aug.)              | rausgewählt (27. Aug.)              | rausgewählt (27. Aug.)              | rausgewählt (27. Aug.)              |
| Nicole                                               | Keine Nominierungen                 | Mike                                | Cora Umut                           | rausgewählt (26. Aug.)              | rausgewählt (26. Aug.)              | rausgewählt (26. Aug.)              | rausgewählt (26. Aug.)              | rausgewählt (26. Aug.)              | rausgewählt (26. Aug.)              |
| Mike                                                 | Keine Nominierungen                 | Cora                                | rausgewählt (25. Aug.)              | rausgewählt (25. Aug.)              | rausgewählt (25. Aug.)              | rausgewählt (25. Aug.)              | rausgewählt (25. Aug.)              | rausgewählt (25. Aug.)              | rausgewählt (25. Aug.)              |
| Pascal                                               | Keine Nominierungen                 | rausgewählt (24. Aug.)              | rausgewählt (24. Aug.)              | rausgewählt (24. Aug.)              | rausgewählt (24. Aug.)              | rausgewählt (24. Aug.)              | rausgewählt (24. Aug.)              | rausgewählt (24. Aug.)              | rausgewählt (24. Aug.)              |
| Sophia                                               | freiwilliger Auszug (23. Aug. 2018) | freiwilliger Auszug (23. Aug. 2018) | freiwilliger Auszug (23. Aug. 2018) | freiwilliger Auszug (23. Aug. 2018) | freiwilliger Auszug (23. Aug. 2018) | freiwilliger Auszug (23. Aug. 2018) | freiwilliger Auszug (23. Aug. 2018) | freiwilliger Auszug (23. Aug. 2018) | freiwilliger Auszug (23. Aug. 2018) |
| Karl-Heinz                                           | freiwilliger Auszug (16. Aug. 2018) | freiwilliger Auszug (16. Aug. 2018) | freiwilliger Auszug (16. Aug. 2018) | freiwilliger Auszug (16. Aug. 2018) | freiwilliger Auszug (16. Aug. 2018) | freiwilliger Auszug (16. Aug. 2018) | freiwilliger Auszug (16. Aug. 2018) | freiwilliger Auszug (16. Aug. 2018) | freiwilliger Auszug (16. Aug. 2018) |
|                                                      | Runde 1 24. Aug. 2018               | Runde 2 25. Aug. 2018               | Runde 3 26. Aug. 2018               | Runde 4 27. Aug. 2018               | Runde 5 28. Aug. 2018               | Runde 6 29. Aug. 2018               | Halbfinale 30. Aug. 2018            | Finale 31. Aug. 2018                | Finale 31. Aug. 2018                |
| Freiwilliger Auszug                                  | Karl-Heinz Sophia                   |                                     |                                     |                                     |                                     |                                     |                                     |                                     |                                     |
| Nominierungs- schutz                                 |                                     |                                     |                                     | Daniel Chethrin Johannes Alphonso   | Alle Männer                         | Daniel                              | Daniel                              |                                     |                                     |
| Nominiert                                            | Alle Bewohner                       | Mike Chethrin                       | Chethrin Nicole                     | Katja Umut                          | Chethrin Cora                       | Chethrin Katja                      | Silvia Chethrin Johannes            |                                     |                                     |
| Rauswahl (Der Bewohner hatte die wenigsten Stimmen.) | Pascal                              | Mike                                | Nicole                              | Umut                                | Cora                                | Katja                               | Johannes                            | Daniel                              | Daniel                              |
| Rauswahl (Der Bewohner hatte die wenigsten Stimmen.) | Pascal                              | Mike                                | Nicole                              | Umut                                | Cora                                | Katja                               | Johannes                            | Alphonso                            | Chethrin 42,9 %                     |
| Rauswahl (Der Bewohner hatte die wenigsten Stimmen.) | Pascal                              | Mike                                | Nicole                              | Umut                                | Cora                                | Katja                               | Johannes                            | Silvia 57,1 %                       |                                     |
| Anmerkungen: 1. 2. 3. 4. 5. 6. 7. 8. 9.              |                                     |                                     |                                     |                                     |                                     |                                     |                                     |                                     |                                     |

## Ausstrahlung und Produktion
Das Ausstrahlungsschema der Show wurde erneut verändert. Wie die erste und letzte Folge begann wieder die achte Folge um 20:15 Uhr. Somit beinhaltete die Staffel statt zwei wieder drei große Liveshows. Die Sendeplätze der anderen Folgen bzw. der Tageszusammenfassungen blieben um 22:15 Uhr. Die erste Folge wurde am Freitag, den 17. August 2018 ausgestrahlt; das Finale am Freitag, den 31. August 2018.
| Montag                           | Dienstag                         | Mittwoch                         | Donnerstag                       | Freitag              | Samstag                          | Sonntag                          |
| -------------------------------- | -------------------------------- | -------------------------------- | -------------------------------- | -------------------- | -------------------------------- | -------------------------------- |
| Tageszusammenfassung (22:15 Uhr) | Tageszusammenfassung (22:15 Uhr) | Tageszusammenfassung (22:15 Uhr) | Tageszusammenfassung (22:15 Uhr) | Liveshow (20:15 Uhr) | Tageszusammenfassung (22:15 Uhr) | Tageszusammenfassung (22:15 Uhr) |

Die Moderation übernahm erneut Jochen Schropp jedoch nicht wie im Vorjahr gemeinsam mit Jochen Bendel, sondern mit Marlene Lufen, welche die Show zum ersten Mal moderierte. Diese Staffel wurde erneut von Endemol Shine Germany in den MMC Studios Köln produziert. Alles was ich will von der Band Brenner wurde als Titelsong der Staffel sowie auch als Übergang zu den Werbepausen genutzt.
Die menschliche Stimme von „Big Brother“ war erneut von Phil Daub, die Trailer und zusammenfassenden Kommentare wurden erneut von Pat Murphy gesprochen.
Wie in der fünften Staffel wurde erneut kein Livestream aus dem Haus angeboten.

## Zusätzliche Sendungen

### Promi Big Brother – Warm Up
Die Webshow mit dem Titel „Warm Up“ wurde freitags ab 19:00 Uhr sowie an den restlichen Tagen ab 20:30 Uhr auf Facebook sowie in der SAT.1 – Live TV und Mediathek-App übertragen. Diese wurden wieder von Aaron Troschke alleine moderiert. Die Übertragungen hatten eine Länge von etwa 15 Minuten.

### Promi Big Brother – Die Late Night Show
Nach einer einjährigen Pause gab es erneut eine Begleitfernsehsendung. Die Live-Late-Night-Show wurde um eine vierte Staffel verlängert. Sie wurde, wie zuvor, von Jochen Bendel und Melissa Khalaj moderiert und im Anschluss an die Hauptsendung auf dem privaten Fernsehsender sixx ausgestrahlt.

### Promi Big Brother – Der Tag danach
Promi Big Brother – Der Tag danach war eine Reality-Doku, in der erstmals die Teilnehmer in den ersten 24 Stunden nach ihrem Auszug begleitet wurden. Die vier von Endemol Shine Beyond produzierten 15-minütigen Folgen wurden ca. eine Woche nach Sendebeginn der Hauptshow auf promibigbrother.de ausgestrahlt.
Die erste Folge mit Pascal Behrenbruch wurde am 26. August 2018 um 22:15 Uhr veröffentlicht. Die zweite Folge mit Mike Shiva wurde am 27. August veröffentlicht. Zwei Tage später wurde die dritte Folge mit Umut Kekilli veröffentlicht. Am 30. August wurde mit Cora Schumacher die letzte Folge veröffentlicht.

## Episodenliste
| Folge | Datum           | Titel                                                       | Laufzeit    | Laufzeit     |
| Folge | Datum           | Titel                                                       | Mit Werbung | Ohne Werbung |
| --- | --------------- | ----------------------------------------------------------- | ----------- | ------------ |
| 1 | 17. August 2018 | Tag 1: Der spektakuläre Einzug ins „Promi Big Brother“-Haus | 207 Min.    | 181 Min.     |
| Studiogäste: Silvia Wollny, Daniel Völz, Cora Schumacher |                 |                                                             |             |              |
| 2 | 18. August 2018 | Tag 2: Eine unerwartete Offenbarung!                        | 102 Min.    | 90 Min.      |
| Studiogäste: Umut Kekilli |                 |                                                             |             |              |
| 3 | 19. August 2018 | Tag 3: Erste fliegende Funken und Fetzen                    | 109 Min.    | 95 Min.      |
| 4 | 20. August 2018 | Tag 4: Konflikte und neue Romanzen?                         | 106 Min.    | 93 Min.      |
| 5 | 21. August 2018 | Tag 5: Weissagungen und erotische Momente                   | 102 Min.    | 87 Min.      |
| 6 | 22. August 2018 | Tag 6: Heiße Flirts und Wutausbrüche                        | 106 Min.    | 92 Min.      |
| 7 | 23. August 2018 | Tag 7: Bei der Poolparty geht es heiß her!                  | 107 Min.    | 91 Min.      |
| 8 | 24. August 2018 | Tag 8: Der erste Bewohner muss gehen                        | 211 Min.    | 181 Min.     |
| Studiogäste: Vanessa Blumhagen, Evelyn Burdecki, Aaron Troschke, Pascal Behrenbruch |                 |                                                             |             |              |
| 9 | 25. August 2018 | Tag 9: Große Emotionen und intime Enthüllungen              | 118 Min.    | 102 Min.     |
| Studiogäste: Mike Shiva |                 |                                                             |             |              |
| 10 | 26. August 2018 | Tag 10: Bromance bei den einen – Lästereien bei den anderen | 113 Min.    | 91 Min.      |
| 11 | 27. August 2018 | Tag 11: Liebestipps und schmerzhafte Erinnerungen           | 108 Min.    | 92 Min.      |
| Studiogäste: Umut Kekilli |                 |                                                             |             |              |
| 12 | 28. August 2018 | Tag 12: Die Masken der Bewohner fallen                      | 102 Min.    | 89 Min.      |
| Studiogäste: Umut Kekilli |                 |                                                             |             |              |
| 13 | 29. August 2018 | Tag 13: Zoff und Zickerei                                   | 103 Min.    | 89 Min.      |
| Studiogäste: Katja Krasavice |                 |                                                             |             |              |
| 14 | 30. August 2018 | Tag 14: Wer zieht ins Finale ein?                           | 108 Min.    | 91 Min.      |
| Studiogäste: Katja Krasavice |                 |                                                             |             |              |
| 15 | 31. August 2018 | Tag 15: Das große Finale von "Promi Big Brother" 2018       | 215 Min.    | 174 Min.     |
| Studiogäste: Sophia Vegas, Pascal Behrenbruch, Mike Shiva, Nicole Belstler-Boettcher, Umut Kekilli, Cora Schumacher, Katja Krasavice, Johannes Haller, Daniel Völz, Alphonso Williams, Chethrin Schulze, Silvia Wollny |                 |                                                             |             |              |

## Einschaltquoten
Die erste Folge am 17. August 2018 erreichte in allen der Zuschauer-Kategorien die höchste Einschaltquote seit dem Finale der dritten Staffel am 28. August 2015. Mit der sechsten Folge am 22. August 2018 wiederum wurde in allen Marktanteil-Kategorien die höchste Einschaltquote seit dem Halbfinale der dritten Staffel am 27. August 2015 erreicht.
Des Weiteren war die erste Folge mit 2,37 Millionen Zuschauern der höchste Staffelauftakt seit der zweiten Staffel im Jahre 2014 (3,16 Mio.).
| 76                 | 1  | 2,37 Mio. | 1,20 Mio. | 1,72 Mio. | 10,6 % | 17,9 % | 15,0 % |
| 77                 | 2  | 1,73 Mio. | 0,89 Mio. | 1,22 Mio. | 9,2 %  | 14,5 % | 12,1 % |
| 78                 | 3  | 1,95 Mio. | 1,00 Mio. | 1,41 Mio. | 11,4 % | 17,1 % | 14,7 % |
| 79                 | 4  | 1,90 Mio. | 0,93 Mio. | 1,37 Mio. | 10,1 % | 15,4 % | 13,2 % |
| 80                 | 5  | 1,88 Mio. | 0,90 Mio. | 1,30 Mio. | 11,5 % | 16,6 % | 14,3 % |
| 81                 | 6  | 2,17 Mio. | 1,12 Mio. | 1,60 Mio. | 13,0 % | 20,7 % | 17,5 % |
| 82                 | 7  | 2,16 Mio. | 1,08 Mio. | 1,54 Mio. | 13,0 % | 19,9 % | 16,6 % |
| 83                 | 8  | 1,66 Mio. | 0,83 Mio. | 1,14 Mio. | 7,3 %  | 12,8 % | 9,9 %  |
| 84                 | 9  | 1,73 Mio. | 0,93 Mio. | 1,23 Mio. | 9,1 %  | 15,2 % | 11,9 % |
| 85                 | 10 | 2,05 Mio. | 1,09 Mio. | 1,50 Mio. | 11,6 % | 17,7 % | 14,7 % |
| 86                 | 11 | 2,02 Mio. | 0,91 Mio. | 1,38 Mio. | 11,8 % | 16,5 % | 14,6 % |
| 87                 | 12 | 1,86 Mio. | 0,93 Mio. | 1,31 Mio. | 10,4 % | 15,5 % | 13,2 % |
| 88                 | 13 | 2,27 Mio. | 1,11 Mio. | 1,59 Mio. | 13,4 % | 19,6 % | 17,0 % |
| 89                 | 14 | 1,96 Mio. | 0,96 Mio. | 1,35 Mio. | 11,7 % | 17,2 % | 14,6 % |
| 90                 | 15 | 2,28 Mio. | 1,15 Mio. | 1,57 Mio. | 10,0 % | 16,4 % | 13,6 % |
| Anmerkungen: 1. 2. |    |           |           |           |        |        |        |
|                    |    |           |           |           |        |        |        |